# Brodacz krasnopręgi
Brodacz krasnopręgi (Capito wallacei) – gatunek małego ptaka z rodziny tukanowatych (Ramphastidae). Został odkryty w 1996, a opisany w 2000 roku. Występuje endemicznie w północno-środkowym Peru na wschód od Andów. Jego naturalnym środowiskiem są subtropikalne i tropikalne wilgotne lasy górskie. Występuje w izolowanym grzbiecie górskim w przedziale wysokości 1200–1540 m n.p.m.
Długość ciała około 19,5 cm; masa ciała 65–78 g.
Niektórzy systematycy za podgatunek C. wallacei uznają opisany po raz pierwszy w 2012 roku takson fitzpatricki (brodacz czerwonoboczny), inni klasyfikują go jako odrębny gatunek. Występuje on w środkowym Peru, także w górskich lasach.
Międzynarodowa Unia Ochrony Przyrody (IUCN) od 2002 roku uznaje brodacza krasnopręgiego za gatunek narażony (VU, Vulnerable). Liczebność populacji jest szacowana na 250–999 dorosłych osobników. BirdLife International uznaje trend liczebności populacji za stabilny, choć gatunkowi grozi utrata siedlisk ze względu na wylesianie.